# Alianza Democrática (Francia)
La Alianza Democrática, fundada en 1901, fue uno de los principales partidos políticos de la centro derecha en la III República Francesa. La Alianza era más laica y de centro que la Federación Republicana. Junto con el Partido Radical y Radical Socialista fue el pilar de la mayoría de los gabinetes ministeriales entre 1901-1940.
Oscilando entre asociación y partido, la Alianza tuvo sucesivas denominaciones que fueron las siguientes:
- Alianza Republicana Democrática (Alliance Républicaine Démocratique, ARD) de 1901 a 1911.
- Partido Republicano Democrático (Parti Républicain Démocratique, PRD) de 1911 al 30 de junio de 1920.
- Partido Republicano Democrático y Social (Parti Républicain Démocratique et Social, PRDS) del 30 de junio de 1920 a noviembre de 1926.
- Alianza Democrática (Alliance Démocratique, AD) de noviembre de 1926 a 1940/1978.

## Resultados electorales
|  | 12.87 % |

|  | 7.99 % |

|  | 12.13 % |

|  | 28.55 % |

|  | 10.91 % |

|  | 11.72 % |

|  | 23.19 % |

|  | 13.57 % |

|  | 21.33 % |